# Nederlander Organization
«The Nederlander Organization» — театральная компания, базирующаяся в Детройте, штат Мичиган, США. Основана Дэйвидом Недерландером в 1912 году. Компания владеет девятью театрами на Бродвее и несколькими в других городах США, а также двумя в Вест-Энде Лондона. Одна из крупнейших театральных компаний в США и мире.

## История
«The Nederlander Organization» была основана в 1912 году Дэйвидом Недерландером. Первым приобретением компании стал «Детройтский оперный театр». Компания взяла его в аренду на 99 лет, однако в 1928 году здание снесли, а на его месте вскоре построили новое.
На сегодняшний день (ноябрь 2014 года) «The Nederlander Organization» владеет девятью бродвейскими театрами, тремя в Вест-Энде (Лондон, Великобритания) и 29 в различных городах США. Это делает компанию второй в США после «The Shubert Organization» и одной из крупнейших в мире.

## Театры компании

### Бродвей
- «Брукс Аткинсон»
- «Гершвин»
- «Голландец»
- «Дворцовый театр»
- «Лант-Фонтэнн»
- «Маркиз»
- «Минскофф»
- «Нил Саймон»
- «Ричард Роджерс»

### Вест-Энд
- «Доминион»
- «Олдвич»

### Города США
- «Centennial Hall» — по договору с Аризонским университетом
- «The Grove of Anaheim» — Анахайм (Калифорния)
- «Pantages Theatre» — Лос-Анджелес
- «Greek Theatre» — Лос-Анджелес
- «Fox Performing Arts Center» — Риверсайд (Калифорния)
- «Balboa Theatre» — Сан-Диего
- «Civic Theatre» — Сан-Диего
- «San Jose Center for the Performing Arts» — Сан-Хосе (Калифорния)
- «San Jose Civic Auditorium» — Сан-Хосе (Калифорния)
- «Santa Barbara Bowl» — Санта-Барбара (Калифорния)
- «Auditorium Theatre» — Чикаго
- «Театр Банка Америки» — Чикаго
- «Бродвейский Дом пьесы» — Чикаго
- «Cadillac Palace Theatre» — Чикаго
- «Oriental Theatre» — Чикаго
- «Fisher Theatre» — Детройт
- «Detroit Opera House» — Детройт (совместно с Мичиганским оперным театром)
- «Durham Performing Arts Center» — Дарем (Северная Каролина)
- «North Charleston Performing Arts Center» — Северный Чарлстон (Южная Каролина)